# Abadía de Honau
La abadía de Honau fue una desaparecida fundación monástica establecida en el primer cuarto del siglo VIII cuando monjes irlandeses se establecieron a una decena de kilómetros al norte de Estrasburgo, sobre una isla del Rin llamada Honau (Honaugia) que pertenecía entonces a Alsacia. Construyeron en honor a San Miguel, un monasterio que más tarde fue transformado en un capítulo colegial. En 1290, tras una inundación del Rin que cambió el curso, el lugar  se volvió inhabitable.
El pueblo de Honau se encuentra actualmente en Alemania sobre la ribera derecha; el capítulo fue transferido en 1290-1292 a Rhinau, al sur de Estrasburgo, y finalmente, en 1398, a la Iglesia de Saint-Pierre-le-Vieux de Estrasburgo (Alt Sankt Peter zu Straßburg). Durante la Revolución francesa el capítulo fue suprimido.

## La fundación del monasterio y la adquisición de la isla
La opinión tradicional según la cual la abadía fue fundada antes de junio de 722 gracias al duque de Alsacia Adalbert está confirmada. La fecha exacta se desconoce. También se conoce que las primeras donaciones fueron hechas en vida del duque Adalbert muerto en 722 o 723. Los fundadores fueron Benedictus, su primer abad, y Adalbert.
El papel desempeñado por Adalbert se afirma por la carta de junio de 722, por la cual el duque aumenta la primera dotación del monasterio de Honau añadiendo bienes e ingresos.
La instalación de los monjes hubiera sido inconcebible sin la intervención del duque porque la propia isla de Honau estaba en manos de la familia ducal y así permaneció un cierto tiempo después de la fundación. No es sino después de la muerte de Adalbert que el monasterio entra en posesión de la isla.
La adquisición se hizo en dos tiempos, en el año 723:
- Boronus, hijo de Batticho y nieto de Eticho, duque de Alsacia dona al monasterio de Honau la parte de la isla de Honau que había heredado de su padre, y un bien situado en Kilstett (Gwillisteti) que había adquirido de alguien llamado Bobo. La carta está fechada en Ebersheim, el 21 de junio de 723.[2]
- Haicho dona al monasterio de Honau su parte de la isla de Honau; sus hijos Hugo y Albericus suscriben el acta. Está fechada en Sundhouse, el 17 de septiembre de 723.[3]
- Los hermanos Liutfrid y Eberhard acuerdan donar al monasterio de Honau la parte de la isla de Honau que habían heredado de su padre el duque Adalbert. Liutfrid toma la calidad de duque, signum Luitfridi ducis; y Eberhard la de domesticus, es decir administrador de los bienes del fisco en Alsacia. Eugenia su hermana, abadesa de Hohenburg, también participa en esta donación dando su consentimiento. El documento está fechado en Honau, el 11 de diciembre de 723.[4]

En 748-749 asistimos a tres donaciones:
- Boronus, cede los bienes situados en Gambsheim (Joahbagine), en Nieffern (Nuzwert) y su parte de la isla de Honau. Probablemente la renovación de la donación de Boronus sobre su parte de la isla tenga que ver con que se haya reservado ciertos derechos sobre Honau. La carta está fechada en Mandeure, el 16 de abril 748.[5]
- Hugo III, dona al monasterio de Honau la parte de la isla que había heredado de su padre Bleon. La carta está fechada en Honau, el 29 de mayo de 748.[6]
- Bodolus, dona al monasterio de Honau la parte de la isla que había heredado de su padre Hugo I. La carta está fechada en Surburg, el 12 de octubre de 749.[7]

Esta cesión parte por parte, de la propia isla donde está situada la abadía muestra cómo la condición jurídica de un establecimiento religioso fundado por una familia de Grandes podría resultar complejo. Las cesiones hechas en 748-749 bien podrían explicarse por la supresión del ducado de Alsacia que se ubica entre 739 y 751: el abad de Honau, emancipado de la autoridad del duque, se encomienda a Pipino el Breve, mayordomo de Palacio. La nueva situación no era compatible con los derechos de los miembros de la familia ducal sobre el suelo en que se elevaba  el monasterio y se entiende la preocupación del abad para obtener una renuncia de los diversos propietarios.
Al permitir el establecimiento de monjes irlandeses sobre una isla del Rin y cederles esta tierra, la familia ducal no hizo una gran caridad. La vegetación inextricable que cubría las riberas del Rin permite imaginar el aspecto que presentaría esta isla en el siglo VIII. Era una tierra desierta, por otro lado de difícil acceso y expuesta a los caprichos devastadores del Rin cuyo curso se desplazaba de tanto en tanto. Pero los monjes irlandeses eran grandes purgadores y por otro lado fijaban de buen grado su morada en las islas. Tal situación presentaba una doble ventaja para ellos: el agua era un cerramiento natural que les separaba de las tentaciones mundanas. Por otra parte recurrían frecuentemente a los baños de agua fría en los cursos de agua y en los lagos a manera de mortificación y sin duda también en aras de la higiene; esta práctica estimulaba y mantenía su extraordinario dinamismo.
El carácter irlandés de Honau se manifiesta no solo al momento de la elección del sitio para la fundación del establecimiento sino también cuando designan a San Miguel como su patrono celestial. El culto del arcángel y de los ángeles en general, fue en efecto más desarrollado en la iglesia irlandesa que en la iglesia franca.

## Prosperidad material del monasterio
Después de la adquisición de la isla el monasterio de Honau empieza a brillar, y las limosnas fluyen al punto de constituir a esta iglesia en un muy rico territorio temporal. Las actas de donación se han perdido, pero gracias a un diploma de 884 se conocen las localidades donde estaban situados los bienes que conformaban los ingresos asignados para el mantenimiento de los monjes. Así, poseían bienes diseminados en 41 pueblos de los cuales la mayor parte pertenecía al Nordgau y algunos se encontraban del otro lado del Rin, en Breisgau y en Ortenau y, más al norte, en Hessen y tenían por otro lado dos iglesias en Maguncia. Nada nos informa sobre los ingresos del abad que también debieron ser considerables. Las localidades son:
1. Localidad no identificada, Biura; 2. Kilstett, Chillistat; 3. Gambsheim, Gamanesheim; 4. Offendorf, Offonthorof; 5. Odratzheim, Odradesheim; 6. Rountzenheim, Ruadmundesheim; 7. Gougenheim, Cohchinheim; 8. Beinheim, Beininheim; 9. Endingen am Kaiserstuhl, Enthinga; 10. Eckbolsheim, Eggiboldesheim; 11. Hatten, Hadana; 12. Huttenheim, Hiudinheim; 13. Nieffern (pueblo incluido en la ciudad de Berstett), Niurida; 14. Kirchheim, Hiuhhiliheim; 15. Osthoffen, Hosthouon; 16. Barr, Barra; 17. Hurtigheim, Hurenheim; 18. Furdenheim, Uirdinheim; 19. Breuschwickersheim, Uuicheresheim; 19. Wickersheim-Wilshausen, Uuicheresheim; 20. Wangen, Uuanga; 21. Rangen, Reudiba; 22. Hœnheim, Hohanheim; 23. Localidad no identificada, Uuenilinga; 24. Schwindratzheim, Suuinderatesheim; 25. Wiwersheim, Uuieresheim; 26. Achenheim, Hakinheim; 27. Schiltigheim, Scildincheim; 28. Dahlenheim, Dalaheim; 29. Niedermodern, Matra; 29. Obermodern-Zutzendorf, Matra; 30. Ringendorf, Rinkindorof; 31. Mulhausen, Munilhuson; 32. Geispolsheim, Buahcgiezo; 33. Dieffenbach-au-Val, Diefengruaba; 34. Bodersweier (pueblo incluido en la ciudad de Kehl), Bothalasuuileri; 35. Widensolen, Uuidendunc; 36. Sundhouse, Sunninisheim; 37. Berstett, Bardesstat; 38. Appenweier, Abbunuuileri; 39. Maguncia, in Magontia basilicas II; 40. Bornheim, Burenheim; 41. Gottestal, Godestal.
Honau gozaba de la inmunidad real para su dominio temporal, el diploma de inmunidad más antiguo que se conserva es el de Pipino el Breve en 758.
Por otro lado, la exención de un derecho feudal (teloneum) que la abadía había obtenido del soberano desde el siglo VIII, privilegio gracias al cual los hombres pertenecientes a Honau podían comerciar sin pagar derechos en todos los países sometidos al rey franco, es testimonio de la actividad económica de esta gente e indirectamente, de la importancia temporal de Honau. Para una iglesia, este privilegio facilitaba el aprovisionamiento y favorecía seriamente la venta de productos de sus dominios y la compra de aquellos que no producían. Ubicada sobre la gran arteria que era el Rin, un poco al norte de Estrasburgo, ciudad próspera en la época carolingia, Honau tenía a este respecto una situación particularmente favorable.
Los diplomas dados por Pipino el Breve, mayordomo de palacio entre 748-751 y Carlomagno en 781 a favor de Honau permiten conocer que estas actas habían sido precedidas por otra acta de la misma naturaleza emanada del rey Childerico III (743-751).
Hacia 771, la fortuna de Honau estaba constituida esencialmente por bienes inmuebles, hombres, numerarios y metales preciosos, oro y plata. Tales riquezas atrajeron la codicia, y hacia el momento en que Alsacia pasó a manos de Carlomagno después de la muerte del rey Carlomán, Honau fue víctima de varias personas que echaron mano a los bienes del monasterio. Los autores de estas depredaciones pretendieron ser propietarios de estos bienes, argumentando que los monjes extranjeros del reino franco no estaban habilitados a poseerlos. Negaban así los derechos de Honau. Se ignoran los nombres de las personas en cuestión, pero tal vez algunos fueran los descendientes de Eticho, quienes hasta 748 y 749, habían sido propietarios de una parte de la isla de Honau.
En esta situación crítica, el abad Beatus contacta a Carlomagno, algo normal ya que poco menos de veinte años antes el abad Dubanus había colocado todos los bienes del establecimiento bajo la protección de Pipino el Breve, convirtiendo así a Honau en una abadía real. Afortunadamente para Beatus, Carlomagno apreciaba la obra de los irlandeses y no se dejaba dominar por la aristocracia. Envió una orden contundente para que se restituyera todo lo que les habían arrebatado y a los jueces proceder, si fuere necesario, a la investigación pertinente. Los bienes de los extranjeros, recordó él, son del rey (ius albinagii), y por el favor real los irlandeses son los únicos posesores de sus bienes. Los derechos de terceros sobre estos mismos objetos fueron por lo tanto excluidos. La intervención del rey logró su propósito. Para mayor precaución, el monarca despacha al abad Beatus una carta fechada en Quierzy, el 9 de junio de 775, por la cual confirma todos los bienes poseídos por el monasterio y sustituye los títulos perdidos por negligencia. Es evidente que circunstancias conflictivas habían causado la desaparición de ciertas piezas del cartulario de Honau. Estas posesiones fueron puestas a salvo de juicios a futuro.
Quedaba sin embargo un asunto delicado por resolver: dos de las propiedades usurpadas se encontraban en posesión de otro establecimiento religioso. Los bienes en cuestión estaban situados en Alsacia, en Osthoffen (Oistiva) y en Hohengœft (Gefida). Un tal Immo los había donado a Honau mediante acta escrita, pero más tarde alguien llamada Gebirga los había tomado indebidamente y los había cedido, no se sabe en qué condiciones, a la célebre abadía de Corbie.
Carlomagno llegó a Alsacia en 775 para pasar la Navidad en su palacio, en Schlettstadt. Se celebró entonces una corte plenaria para resolver el reclamo de la abadía de Honau. El caso fue litigado y discutido ante el rey por Othbertus, Vogt (advocātus) de Honau, enviado del abad Beatus y Agissericus y Aldradus, representantes de la abadía de Corbie. Las partes intentaron probar por sus títulos la legitimidad de sus posesiones. Carlomagno sin atreverse a decidir sobre la autenticidad de uno u otro de estos títulos, ordena, para conocer la verdad, la prueba conocida como el juicio de la cruz (crucis probatio). Esta ordalía, en virtud de la cual se daba por ganador de la causa a aquel que mantuviera por más tiempo los brazos extendidos, era entonces muy común. El concilio de Verberie la autorizaba en 753 mediante sus decretos, y Carlomagno la ordena incluso en el acta de partición (Divisio Regnorum) que hizo de sus Estados entre sus hijos, en 806. Ludovico Pío, su hijo hizo abolir esta práctica. De todos modos, Othbertus y Agissericus se sometieron al juicio de la cruz. Mientras se celebraba la misa delante de Carlomagno, uno y otro estaban de pie ante el altar con los brazos abiertos e inmóviles. Finalmente, Agissericus que tenía brazos, sin duda, menos vigorosos que Othbertus, se cansó primero y bajó el brazo que hizo perder la causa a su abadía. Esta prueba se consideró un milagro que hizo que los dos abogados de Corbie inmediatamente hicieran a Honau la cesión de los bienes en disputa, procediendo a entregar simbólicamente una paja al Vogt de Honau. Carlomagno adjudicó los bienes a esta última abadía por la sentencia que pronunció, asistido por Anselmus, conde de palacio y otros siete condes de su reino. Esta carta de 775 es la primera en Alsacia, donde se hace mención a los Vögte de las abadías (advocatii ecclesiae).
Estos hechos ilustran bien los cambios políticos provocados por el advenimiento de los carolingios: una vez colocada bajo la protección real, Honau ve su destino depender del soberano, así como antes el favor de la familia ducal de Alsacia había sido un elemento determinante.

## El papel de Honau en la consolidación del cristianismo
En el Imperio franco se conocieron cuatro monasteria Scottorum anteriores al siglo IX: Mézerolles, en Ponthieu, que tuvo una existencia efímera; Fosses-la-Ville, cerca de Namur; Péronne, en Picardía; y la abadía de Honau. Hay que diferenciar estos establecimientos propiamente irlandeses, es decir reservados a los monjes irlandeses, de los numerosos monasterios creados en el continente por los irlandeses o sus discípulos pero poblados por monjes autóctonos. A veces se ha designado como monasterio irlandés a la célebre abadía de Murbach y a Dillerescella, una célula mencionada en el siglo IX o X que dependía de la abadía alsaciana de Maursmünster, pero estas opiniones no están en línea con los textos.
Recorriendo sin cesar la Galia y Germania, los irlandeses fueron infatigables misioneros y contribuyeron enormemente a la desaparición del paganismo. Todos los monasterios de hombres fundados por san Columbano, sus discípulos e imitadores, debían serles abiertos, pero se podía pensar que los monasteria Scottorum muy especialmente les habrían servido de bases. En el caso de Honau, dos documentos proporcionan certeza.
Primero, el testamento de Beatus, abad de Honau. En esta acta fechada en Maguncia el 21 de junio de 778, Beatus lega a su abadía ad pauperes et peregrinos gentis Scotorum con todos los bienes, incluidas sus pertenencias, que ganó por su culto al trabajo o adquirió mediante escrituras y por una carta de confirmación de Carlomagno, a saber ocho iglesias:
- 1. Maguncia, primum ecclesiam, quam ego construxi in Moguntia civitate, construida por Beatus; 2. Lich (en el distrito de Gießen), in silva in Marchlicheo; 3. Wieseck (hoy parte de la localidad de Gießen), et tertiam ecclesiam in Lognaim, in curte nuncupata Wisicha; 4. Sternbach (pueblo desaparecido cerca de Assenheim, en el distrito de Wetterau), et quartam, quae est in Sterrenbach; 5. Bauernheim (cerca de Friedberg), et quintam, quae est in Buramhaim; 6. Rodheim (en el distrito de Gießen), et sextam, quae est in Rhodahaim; 7. Horloff (en el distrito de Gießen), et septimam, quae est Hornufa; 8. Schotten (en el distrito de Gießen), et octavam, quae est in Buchonia. Excepto la de Maguncia, las iglesias están situadas en el antiguo Hessen, región que había permanecido pagana por mucho tiempo.

Los nombres irlandeses de los siete obispos que suscriben el testamento indican su pertenencia étnica. Se reconoce en ellos a estos episcopi vagantes irlandeses cuyas actividades evangelizadoras a veces inquietaban al clero franco. Hay lugar para creer que es en algunas regiones poco alejadas de Maguncia que propagaban el cristianismo. La cifra de siete obispos es testimonio de un número relativamente elevado de irlandeses que emigraron hacia el continente en los tiempos de Carlomagno. Su presencia cerca de Beatus en Maguncia es reveladora de los lazos que los unían a la abadía de Honau. Él mismo aparece como pionero y misionero, obrando lejos de su abadía, en Hessen y en Maguncia.
Un segundo documento, la carta del nombramiento de Tubanus por Benedictus, que data de 722-723, muestra que el caso de Beatus no es una excepción. El elogio dirigido a Tubanus: quia sicut sol ab inchoatione diei totus flagrat et migrat, ita egregiae benevolentiae tuae in toto mundo longe lateque praeclare diffusa fulget opinio, indica que él también era un verdadero peregrinus que había viajado mucho. Los monjes de Honau por tanto practicaban el apostolado.
Tubanus, el abad-obispo de Honau figura entre las personalidades eclesiásticas presentes en Estrasburgo el 27 de septiembre de 749, cuando el obispo Heddo confirma solemnemente la fundación de un nuevo monasterio sobre otra isla del Rin llamada Arnulfoauga (entre Drusenheim y Schwarzach). El obispo de Estrasburgo y los monjes misioneros de Honau habían por lo tanto encontrado un modus vivendi.

## Las instituciones monásticas en Honau
Gracias a Honau podemos conocer dos instituciones de un monasterio de irlandeses en el continente.
La primera concierne a la elección del abad: el mismo no era elegido por los monjes ni nombrado por una autoridad cualquiera; era el abad en funciones quien designaba su sucesor, sistema bastante generalizado en Galia durante los siglos bárbaros. En su testamento el abad Beatus declara que él designará su sucesor. A este caso se añade la designación de Tubanus por el abad Benedictus en 722 o 723; este último encomienda la regla a su sucesor. Se ignora quién es el autor de esta regla monástica.
Los abades-obispos constituyen la segunda institución. Similar a lo que sucedía en los monasterios de Irlanda, Honau tenía a la cabeza un abad que era al mismo tiempo obispo. Tal institución aumentaba de manera singular los poderes del abad. En un monasterio del continente que estaba comprendido en una diócesis (Honau formaba parte de la diócesis de Estrasburgo), tenía la ventaja de dar al abad independencia en lo espiritual con relación al obispo y le facilitaba el apostolado.
Con respecto a esta institución en Honau, sabemos que el abad conserva esta costumbre hasta el ascenso de Carlomagno en esta parte del reino franco (771), y que se pierde poco después; en efecto Beatus fue únicamente abad y no obispo.
La desaparición del abad-obispo es ciertamente obra de los obispos diocesanos sostenidos por Carlomagno que gobernaban la Iglesia y estimaban que los monasterios debían estar sometidos a la jurisdicción espiritual de los obispos.

## Lista de los abades de Honau
El título de obispo que llevaron varios abades de Honau intrigó particularmente a Jakob Twinger von Königshofen (1346-1420), cronista de Estrasburgo que tuvo acceso a archivos de Honau.
Königshofen da indicaciones exactas relativas a Tubanus: se titula efectivamente tanto obispo (episcopus), abad (abbas) y finalmente obispo y abad (episcopo vel abbate). Da precisión acerca de la muerte de Tubanus en 760 y el título de obispo llevado por sus sucesores los abades Thomas, Stephanus y Surlech. Esto coincide por otro lado con lo que muestran las actas conservadas: Tubanus es mencionado en los documentos hasta 758. Stephanus figura como abad en un diploma de marzo de 770 y la Nomina Honaugensium Episcoporum lo indica como obispo.
En su cronología, Königshofen precisa que la dignidad episcopal dura alrededor de sesenta años, lo que coloca a los abades-obispos de Honau Tubanus, Thomas, Stephanus y Surlech en un período aproximado de 720 a 780. Este término debería ser en realidad menor algunos años para situarse hacia 773. En efecto, el abad Beatus que dirigió el monasterio a más tardar a partir de 774 ya no se titula obispo. Por otro lado, el cronista evidentemente disponía de actas que ya no tenemos, puesto que Thomas y Surlech no figuran en los documentos conservados. Al tomar a Tubanus como primer abad, suprime a Benedictus que la Nomina Honaugensium Episcoporum designa con razón como abad fundador del monasterio.
El jesuita Jodocus Coccius (1581-1622) también se ocupó de los cartularios de Honau y su lista de abades-obispos coincide casi enteramente con la de Königshofen: Benedictus, Tubanus, Thomas y Stephanus, no menciona al sucesor de este último y precisa que Beatus fue el sexto abad. Esto implica la existencia de un quinto abad entre Stephanus y Beatus. El gobierno de Surlech, a quien la Nomina describe como abad-obispo, fue ciertamente breve porque Stephanus estaba a la cabeza del monasterio en 770 y Beatus ocupó este cargo a más tardar en 774. Es posible entonces, combinando  la información de las tres fuentes y las cartas disponibles, establecer una lista segura de los seis primeros abades irlandeses de Honau:
|   | Nombre          | Dignidad                       | Observaciones                                                         |
| - | --------------- | ------------------------------ | --------------------------------------------------------------------- |
| 1 | Benedictus      | abbas et episcopus Honaugensis | Primer abad de Honau mencionado en 723                                |
| 2 | Tubanus/Dubanus | abbas et episcopus Honaugensis | († 760), abad-obispo del monasterio de Honau, mencionado de 723 a 758 |
| 3 | Thomas          | abbas et episcopus Honaugensis | Abad-obispo de Honau (758-770)                                        |
| 4 | Stephanus       | abbas et episcopus Honaugensis | Cuarto abad-obispo de Honau mencionado en 770                         |
| 5 | Surlech         | abbas et episcopus Honaugensis | Quinto abad-obispo de Honau                                           |
| 6 | Beatus          | abbas Honaugensis              | Sexto abad de Honau, mencionado de 774 a 781                          |

### Nomina Honaugensium Episcoporum
El cartulario del siglo XV titulado Bisthumb Honaw contiene al dorso de la portada anterior una nota sobre los descendientes del duque de Alsacia Eticho, benefactores de Honau, seguida de una lista de los primeros obispos y abades de Honau. Esta lista indica que tres de los obispos fueron santos (videlicet Tubanus, Aegidanus, Benedictus; qui tres canonizati sunt):
1. Sanctus Benedictus episcopus Honaugensis
2. Sanctus Dubanus episcopus Honaugensis
3. Thomas episcopus Honaugensis
4. Stephanus episcopus Honaugensis
5. Radalus episcopus Honaugensis
6. Wernherus episcopus Honaugensis
7. Joseph episcopus Honaugensis
8. Joppann episcopus Honaugensis
9. Recho episcopus Honaugensis
10. Selbach episcopus Honaugensis
11. Bernoldus episcopus Honaugensis
12. Fergal episcopus Honaugensis
13. Adollohc episcopus Honaugensis
14. Hialdus episcopus Honaugensis
15. Doilgus episcopus Honaugensis
16. Sanctus Aydanus episcopus Honaugensis
17. Thomas episcopus Honaugensis
18. Goe episcopus Honaugensis
19. Lutfridus dux et abbas Honaugensis
20. Surlech abbas et episcopus Honaugensis
21. Beatus abbas Honaugensis
22. Donatus abbas Honaugensis
23. Muatwinus abbas Honaugensis.

## Secularización y disolución
La abadía de Honau fue secularizada probablemente hacia fines del siglo XI, después del año 1079. Los religiosos de Honau vueltos canónigos vivieron en primer lugar en común con su preboste, que distribuía entre ellos diferentes oficinas claustrales relativas al servicio divino y a la administración temporal, ya que los prebostes conservaron el disfrute de casi todas las rentas de la colegiata. Se los asignaban como bienes propios y vinculados a su dignidad, y no dejaban sino muy poco para el mantenimiento de los canónigos, que solo gozaban de las rentas de algunas fundaciones particulares, o de una determinada porción de bienes del prebostazgo que mantenían el lugar de la prebenda. Heinrich III von Stahleck, obispo de Estrasburgo pensó eliminar este abuso, que acumulaba todas las riquezas en una única persona; volvió a poner en 1258 los bienes y las rentas del prebostazgo en la caja capitular para proporcionar a la subsistencia de los canónigos. Una medida similar fue tomada el 22 de abril de 1437 por el obispo Wilhelm II von Diest. Los prebostes de la colegiata de Honau, así como los de Rhinau, siempre procedían de la alta nobleza de Alsacia.
El daño causado por el Rin siempre inquieto en su curso vuelve a la isla de Honau inhabitable. Konrad III von Lichtenberg, obispo de Estrasburgo transfirió el 7 de septiembre de 1290 la colegiata a Rhinau, pueblo situado a 30 km al sur de Estrasburgo. Pero la cercanía del Rin vuelve a este segundo emplazamiento tan incómodo como el primero, los canónigos de Rhinau se establecieron en Estrasburgo por el permiso del obispo Wilhelm II von Diest, que les concedió la iglesia parroquial de Saint-Pierre-le-Vieux (Alt Sankt Peter zu Straßburg) para hacer la oficina canónica. El acta de esta nueva translación es del 22 de mayo de 1398. El nuevo capítulo de Saint-Pierre-le-Vieux se componía entonces de veinte canónigos: el número disminuyó en lo sucesivo, y las distintas reuniones lo volvieron a poner en dieciocho, tal como duró hasta la disolución de esta colegiata en 1790, como consecuencia de la Revolución.